# 費爾維尤海岸 (佛羅里達州)
費爾維尤海岸（英語：Fairview Shores）是位於美國佛羅里達州橙縣的一個人口普查指定地區。

## 地理
費爾維尤海岸的座標為28°35′55″N 81°23′27″W / 28.5986°N 81.3908°W，而該地最高點為海拔高度27米（即89英尺）。

## 人口
根據2010年美國人口普查的數據，費爾維尤海岸的面積為9.30平方千米，當中陸地面積為7.90平方千米，而水域面積為1.40平方千米。當地共有人口102391人，而人口密度為每平方千米11,009人。